# Szafir (moszaw)
Szafir (hebr.: שפיר) – moszaw położony w samorządzie regionu Szafir, w Dystrykcie Południowym, w Izraelu.
Leży w południowej części Szefeli, w odległości 2 km na zachód od miasta Kirjat Malachi, w otoczeniu wioski Merkaz Szappira, kibucu En Curim, oraz moszawów Zerachja, Awigedor i Kefar Warburg.

## Historia
W czasach biblijnych istniało w tym miejscu miasto Szafir, które jest wspominane w Księdze Micheasza 1:11. Później znajdowała się tutaj arabska wioska al-Sawafir, której mieszkańcy uciekli podczas wojny o niepodległość w 1948 w obawie przed pogromem ze strony żydowskiej Hagany.
Współczesny moszaw został założony 15 sierpnia 1949 przez żydowskich imigrantów z Czechosłowacji. W 1954 osada padła ofiarą ataku palestyńskich terrorystów, zwanych fedainami.

## Gospodarka
Gospodarka moszawu opiera się na intensywnym rolnictwie, sadownictwie i uprawach w szklarniach.

## Komunikacja
Przy moszawie przebiega droga ekspresowa nr 3  (Aszkelon-Modi’in-Makkabbim-Re’ut). Lokalną drogą można dojechać do położonych na zachodzie kibucu En Curim i wioski Merkaz Szappira, oraz położonego na południu moszawu Zerachja.